# Armando Guebuza
Armando Emílio Guebuza (Murrupula, Nampula; 20 de enero de 1943) es un político mozambiqueño. Fue presidente del país entre 2005 y 2015.

## Biografía
Desde muy joven se integró a la lucha por la independencia y pasó a ser miembro del Núcleo de los Estudiantes Secundarios Africanos de Mozambique (NESAM) fundado por Eduardo Chivambo Mondlane. Ingresó en el Frente de Liberación de Mozambique (FRELIMO) en 1963. Dos años después fue elegido miembro del Comité Ejecutivo. En el transcurso de la lucha armada de liberación nacional, fue nombrado Comisario Político, funciones que ejerció hasta 1973.
En 1974, luego de la firma de los Acuerdos de Lusaka, fue designado Ministro de Administración Interna durante el gobierno de transición. Después de la proclamación de la independencia nacional en 1975, fue nombrado Ministro del Interior, cargo que desempeñó hasta 1977. De 1978 a 1979, ejerció las funciones de Gobernador de Cabo Delgado y en mayo de 1983 regresó al cargo de Ministro del Interior con el grado de Teniente General.
Tras el abandono de las políticas económicas socialistas del presidente Joaquim Chissano en la década de los 80, Guebuza se convirtió en un exitoso hombre de negocios en el área de la construcción e industria pesquera, aprovechando la privatización de las industrias nacionales. 
En 1990, fue designado jefe de la delegación gubernamental que participó durante dos años en las conversaciones de paz en Italia. En el primer parlamento multipartidista fue elegido diputado por la provincia de Maputo y más tarde fue elegido jefe de la bancada del FRELIMO en el Parlamento. En las elecciones generales de 1999, fue nuevamente electo diputado por la provincia de Sofala, manteniéndose como jefe de la bancada del FRELIMO. Fue el candidato de su partido en las elecciones presidenciales de diciembre de 2004, en las que venció con el 63,7% de los votos. El 2 de febrero de 2005, asumió como Presidente de la República y también del gobernante partido FRELIMO, cuya Secretaría General ya había asumido por elección, desde el 2002. En octubre de 2009 es reelecto para el cargo con el apoyo del 75% de los votos.
Está casado con María Da Luz Guebuza y tiene cinco hijos. Sin embargo, su hija, Valentina Guebuza, fue asesinada a tiros el 14 de diciembre de 2016 por su marido, Zófimo Muiuane, en Maputo.